# Nicolai Jørgensen
Nicolai Jørgensen (* 15. ledna 1991, Ballerup, Dánsko) je dánský fotbalista hrající na postu útočníka v nizozemské nejvyšší lize za tým Feyenoord Rotterdam.

## Klubová kariéra
S Leverkusenem měl podepsaný kontrakt do roku 2015 , ale v roce 2012 přestoupil do FC Kodaň. V sezóně 2012/13 získal s Kodaní ligový titul, klub získal 65 bodů a měl v konečné tabulce pětibodový náskok na druhý FC Nordsjælland.
V létě 2016 přestoupil do nizozemského Feyenoordu, kde v první sezóně nastřílel za 32 zápasů 21 branek. Stal se tak nejlepším střelcem ligy a Feyenoord získal ligový titul jeden bod před Ajaxem. V další sezóně si připsal 10 branek ve 26 zápasech ligy, ve své třetí sezóně 2018/19 7 branek ve 24 ligových zápasech.

## Reprezentační kariéra

### Mládežnické reprezentace
Jørgensen hrál za dánské reprezentační výběry od kategorie do 18 let. S reprezentací do 21 let se v roce 2011 zúčastnil Mistrovství Evropy hráčů do 21 let, které se konalo právě v Dánsku (to mělo jistou účast jako pořadatelská země). Dánům se postup do vyřazovací fáze nezdařil (i když o něj bojovali v závěrečném utkání základní skupiny), se třemi body skončili po prohrách se Švýcarskem (0:1) a Islandem (1:3) a výhře nad Běloruskem (2:1) na poslední čtvrté příčce základní skupiny A. Jørgensen zaznamenal vítězný gól v zápase s Běloruskem.

### A-mužstvo
V A-týmu Dánska zažil debut 11. listopadu 2011 pod trenérem Mortenem Olsenem v Kodani v přátelském utkání se Švédskem. Byla to vítězná premiéra, Dánsko porazilo soupeře 2:0, Jørgensen nastoupil na hřiště v 71. minutě (za stavu 1:0). Byl využit jako střídající hráč i v následujícím přátelském střetnutí 15. listopadu doma proti Finsku, Dánsko zvítězilo tentokrát 2:1.
Nastoupil i v kvalifikaci na MS 2014. Hrál např. v utkání s Českou republikou na Andrově stadionu v Olomouci 22. března 2013, kde Dánsko porazilo ČR 3:0. Hrál v základní sestavě i v dalším kvalifikačním utkání 26. března 2013 v Kodani proti hostujícímu Bulharsku, které skončilo remízou 1:1. Dánsko získalo z 5 zápasů jen 6 bodů a kleslo na čtvrté místo za Českou republiku.

### MS 2018
Jørgensen odehrál celý první zápas skupiny proti Peru, ve kterém se sice neprosadil, Dánsko však zvítězilo poměrem 1:0. Ve druhém zápase s Austrálií (1:1) hrál od začátku, než byl v 67. minutě střídán. Ve třetím zápase proti Francii nehrál, Dánsko po remíze (0:0) postoupilo do osmifinále, kde vypadlo po penaltovém rozstřelu s Chorvatskem. Jørgensen vstoupil na hřiště jako střídající hráč v průběhu druhého poločasu a neproměnil rozhodující penaltu v rozstřelu.
Po konci na Mistrovství světa se Jørgensen stal cílem výhružek po Internetu. Incidentem se poté začala zabývat dánská policie.